# Parnassius jacobsoni
Parnassius jacobsoni  là một loài bướm sinh sống ở vùng cao ở Tajikistan và Afghanistan. Loài này thuộc chi Snow Apollo Parnassius trong họ Swallowtail (Papilionidae).